# Laosz külpolitikája
Laosz külpolitikáját az 1975-ös kommunista hatalomátvétel után a szovjet blokk országaival kialakított barátsági viszony, és a nyugati országoktól való elzárkózás jellemezte. Szoros kapcsolatai voltak a Szovjetunióval, mely többször támogatta. Különleges, 1977-ben barátsági szerződéssel megerősített viszonyt ápolt Vietnámmal, mely Kínával szemben rossz viszonyt szült.
A Szovjetunió szétesésével és Vietnám külföldre való nyitásával egyetemben Laosz is nyitott külföldre, és előtérbe helyezte a szomszédos országokkal, különösen Thaifölddel való kapcsolatát. Azóta a lassú, bár folyamatos együttműködés jeleként a Mekongon két híd is épült a két ország között.
Laosz és Kína kapcsolata a hatalomátvétel óta igen változó volt. A vietnámi háború során a kínaiak támogatták Laoszt, de az 1979-es kínai–vietnámi konfliktus hűvössé tette a két ország közötti viszonyt. Az 1989-re végére azonban a kapcsolatok normalizálódtak, és Laosz Vietnámtól egyre inkább elfordulva Kínát tekinti a jövőbeni fejlődés lehetséges útjaként.
A nyugattól való elkülönülést fokozatosan oldotta azzal, hogy rendezte kapcsolatatit Ausztráliával, Franciaországgal, Japánnal, Svédországgal és Indiával. 1995-ben újra felvette a kereskedelmi kapcsolatokat az Egyesült Államokkal, melyek 2004-re normalizálódtak teljesen.
2006-ban a thai-laoszi kapcsolatokat megterhelte a Lucky Loser (Szerencsés vesztes) című film, mely laoszi diplomaták szerint a lao embereket és a nemzeti focicsapatot figurázza ki. A komolyabb konfliktusok elkerülése miatt a film forgalmazását betiltották.

## Részvétel nemzetközi szervezetkben
Az ország 1955 óta az ENSZ, 1997 óta az ASEAN tagja, 1998-ban pedig kérte fölvételét a WTO-ba. Laosz jelenleg az alábbi nemzetközi szervezetek tagja:
| - ASEAN Regionális Tanács - ASEAN Szabadkereskedelmi Övezet (AFTA) - Ázsiai Fejlesztési Bank - Ázsiai és Óceániai Gazdasági és Szociális Bizottság (ESCAP) - Colombo Terv - Délkelet-ázsiai Nemzetek Szövetsége (ASEAN) - Egyesült Nemzetek Szervezete (UN) - Egészségügyi Világszervezet (WHO) - Egyesült Nemzetek Élelmezési és Mezőgazdasági Szervezete (FAO) - Az ENSZ Iparfejlesztési Szervezete (UNIDO) - ENSZ Kereskedelmi és Fejlesztési Konferenciája (UNCTAD) - Egyetemes Postaegyesület (UPU) - ENSZ Nevelésügyi, Tudományos és Kulturális Szervezete (UNESCO) - El nem kötelezett országok mozgalma (NAM) - Frankofónia - G-77 - Interpol |  | - Intelsat - Kelet-ázsiai Csúcs (EAS) - Kereskedelmi Világszervezet (WTO) megfigyelő - Mekong-csoport - Meteorológiai Világszervezet (WMO) - Nemzetközi Fejlesztési Társulás (IDA) - Nemzetközi Mezőgazdaság-fejlesztési Alap (IFAD) - Nemzetközi Munkaügyi Szervezet (ILO) - Nemzetközi Olimpiai Bizottság (IOC) - Nemzetközi Pénzügyi Társaság (IFC) - Nemzetközi Polgári Repülési Szervezet (ICAO) - Nemzetközi Távközlési Egyesület (ITU) - Nemzetközi Valutaalap (IMF) - Nemzetközi Vöröskereszt és Vörös Félhold Mozgalom (ICRC) - Szakszervezetek Világszövetsége (WFTU) - Turisztikai Világszervezet (WToO) - Világbank |